# Edoardo Amaldi
Edoardo Amaldi (Carpaneto Piacentino, Itàlia, 5 de setembre de 1908 - Roma, Itàlia, 5 de desembre de 1989) va ser un físic i professor italià. Fill del matemàtic italià Ugo Amaldi, va ser cofundador i secretari general de l'Organització Europea per a la Recerca Nuclear (CERN), de l'Agència Espacial Europea i de l'Institut Nacional de Física Nuclear d'Itàlia. Va ocupar la càtedra de Física experimental a la Universitat La Sapienza de Roma.